# Akzeptkredit
Der Akzeptkredit ist im Bankwesen eine Kreditleihe, bei der sich ein Kreditinstitut für einen Kunden durch Wechselakzept verpflichtet.
Anders als bei der Geldleihe, bei welcher der Kreditnehmer von seiner Bank einen Kredit in Form von Bargeld, Zahlungsmitteln oder Kreditlinien eingeräumt bekommt, erhält der Bankkunde beim Akzeptkredit zunächst kein Geld.

## Abwicklung
Hauptanwendungsgebiet des Akzeptkredits ist der Außenhandel. Importeure oder Exporteure können über ihre Hausbank veranlassen, dass diese einen Kreditvertrag abschließt, der einen Akzeptkredit zum Inhalt hat. Danach stellt der Importeur oder Exporteur einen Wechsel aus, den die Hausbank als Bezogene unterschreibt. Damit ist sie wechselrechtlich (Art. 28 Wechselgesetz) verpflichtet, den Wechsel am Fälligkeitstag einzulösen. Begünstigter ist ein Gläubiger, etwa der Exporteur. Die Wechselsumme entspricht der Importsumme. Kreditvertraglich verpflichtet sich der Kreditnehmer, die Wechselsumme der Bank 1 Tag vor dem Fälligkeitstag anzuschaffen. Weiterhin wird im Kreditvertrag vereinbart, dass die akzeptierende Bank den Wechsel im Rahmen des Diskontkredits ankauft und dem Kreditnehmer den Wechselbetrag abzüglich Diskontzins gutschreibt. Mit dem Gutschriftsbetrag kann der Kreditnehmer die Lieferung bezahlen. Alternativ besteht auch die Möglichkeit, dass die Bank dem Kunden das Wechselakzept aushändigt und dieser damit seine Lieferschulden begleicht. Für diesen Akzeptkredit wird von den Banken eine Akzeptprovision verlangt.
Der Akzeptkredit wird nur erstklassigen Unternehmen eingeräumt, über deren Kreditwürdigkeit kein Zweifel besteht. Sie bekommen in dem Bankakzept ein vorzügliches und leicht verwertbares Kredit- und Zahlungsmittel:
1. Hauptbedeutung hat der Akzeptkredit vor allem als Rembourskredit in Verbindung mit Warendokumenten. Da es für ausländische Partner schwer ist, die Kreditwürdigkeit ihres Handelspartners einzuschätzen, kann das Wechselakzept einer Bank diese Zweifel ausräumen.
2. Als Zahlungsmittel kann der Wechsel einem Lieferanten zur Begleichung seiner Verbindlichkeiten übertragen werden (Warenwechsel).
3. Als Kreditmittel dient er der Beschaffung von flüssigen Mitteln (Finanzwechsel). Die akzeptierende Bank bedingt sich aber gewöhnlich aus, dass der Wechsel bei ihr diskontiert wird.

## Bedeutung
Der Akzeptkredit gehört nach § 1 Abs. 1 Nr. 2 KWG zu den Bankgeschäften und ist ein Kreditgeschäft. Ihm liegt jedoch kein Darlehens-, sondern ein Geschäftsbesorgungsvertrag zugrunde. Er spielte mit einem Anteil von lediglich 2,6 % am kurzfristigen Kreditvolumen gegenüber Nichtbanken stets eine unbedeutende Rolle. In Deutschland waren bis Dezember 1998 die Diskontgeschäfte der Deutschen Bundesbank im Rahmen ihrer Diskontpolitik in § 19 Abs. 1 Nr. 3 BBankG a. F. geregelt. Hier und in ihren Allgemeinen Geschäftsbedingungen legte sie die Bedingungen fest, zu denen die Banken eine Rediskontmöglichkeit eingeräumt bekamen. Diese Bedingungen wurden auf das Diskontgeschäft der Kreditinstitute mit ihren Bankkunden übertragen. 
Nach dem Übergang der Geldpolitik auf die Europäische Zentralbank im Januar 1999 hat das Hauptrefinanzierungsgeschäft den früheren Diskontkredit abgelöst. Die EZB rediskontiert keine Wechsel, sondern verschafft den Geschäftsbanken anderweitig Liquidität. Deshalb hat der Diskontkredit – und damit auch der Akzeptkredit – aufgrund des Wegfalls der Rediskontierungsmöglichkeiten von Handelswechseln bei der Bundesbank an Attraktivität für Kreditinstitute verloren. Handelswechsel sind nur noch als Pfand refinanzierungsfähig. Aus diesen Gründen hat auch der Akzeptkredit heute keine Bedeutung mehr.

## Privatdiskont
Eine Sonderform des Akzeptkredits stellten die Privatdiskonten dar, mit einem Bankakzept versehene und von der Privatdiskont-AG diskontierte Wechsel. Bei ihnen mussten zwingend Export-, Import-, Transithandels- oder Lohnveredelungsgeschäfte zugrunde liegen. Der deutsche Privatdiskontmarkt wurde im Januar 1959 wieder eingerichtet und war bis Dezember 1991 börsentäglich an der Frankfurter Wertpapierbörse am Geldmarkt institutionalisiert. Privatdiskonten wurden bis zum 31. Dezember 1991 von der Bundesbank im Rahmen ihrer Offenmarktpolitik rediskontiert, allerdings nur über die Privatdiskont-AG. Der Ankauf von Privatdiskonten durch die Privatdiskont-AG wurde zum 1. Januar 1992 eingestellt.